# Гімерій
Гімерій (дав.-гр. Ὶμέριος; 315–386) — грецький ритор і вчитель риторики, софіст.
Народився у місті Бурса, Віфінія. Більшу частину життя провів в Афінах. У 362 р. на запрошення імператора Юліана переїхав до Антіохії, став його писарем. Після смерті імператора знову повернувся до Афін.
Гімерій був яскравим представником другої софістики, актуальні теми сучасності були йому далекі. Учнями Гімерія були Григорій Назіанський та Василій Кесарійський.

## Спадщина
У своїх творах, бездоганних з погляду мови та ритмомелодики, він звертається до минулого (саме завдяки йому до нас дійшли деякі фрагменти Сапфо, Сімоніда, Піндара). Із промов Гімерія повністю збереглися 34, решта існує лише у виписках Фотія, Константинопольського патріарха (820–893).
Праці Гімерія було видано Вернедорфом у 1795 та Дібнером у 1849 р.